# Yamani Saied
Yamani Esther Saied Calviño (nacida el 12 de mayo de 1978) es una modelo panameña y campeona de un concurso de belleza ganadora del Señorita Panamá 1998. Representó a Panamá en el Miss Universo 1999.

## Biografía
Saied, Compitió en el certamen nacional de belleza Señorita Panamá 1998, en septiembre de 1998 y obtuvo el título de Señorita Panamá Universo. Representó a la zona de Panamá Centro. representó a Panamá en el Miss Universo 1999, el Miss Universo número 48 . El certamen se llevó a cabo en el Centro de Convenciones Chaguaramas, Chaguaramas, Trinidad y Tobago el 26 de mayo de 1999. Su inicio en el mundo del modelaje se dio cuando se unió al concurso "Chica Modelo" en 1996 donde ganó a sus 15 años. También es una reconocida conductora de televisión en Panamá.